# Rahmenübereinkommen der Vereinten Nationen über Klimaänderungen

Mitglieder der UNFCCC
Mitglied
Mitglied (Annex I)
Mitglied (Annex I und II)
Beobachterstatus

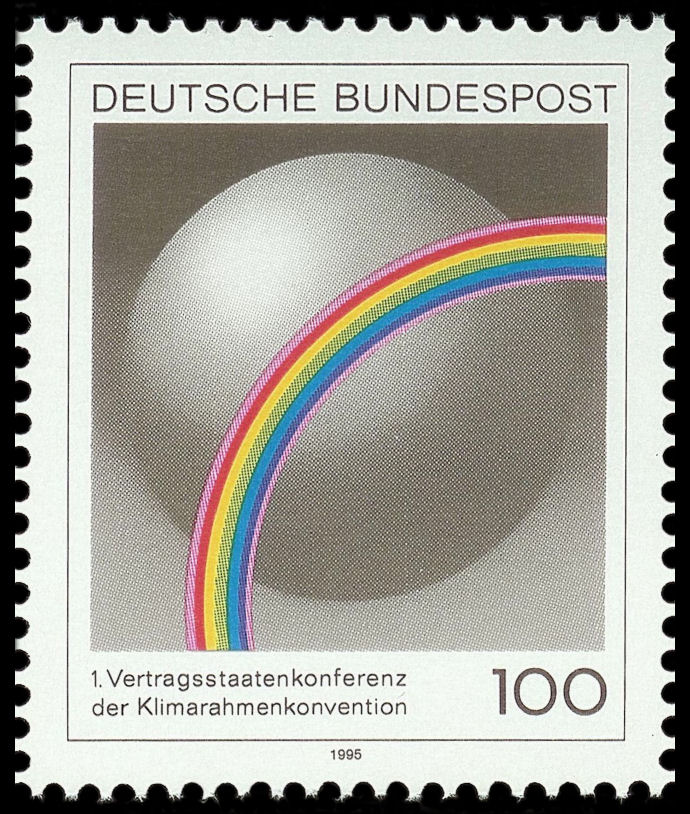
Deutsche Sonderbriefmarke 1995

Das Rahmenübereinkommen der Vereinten Nationen über Klimaänderungen (englisch United Nations Framework Convention on Climate Change, UNFCCC; kurz Klimarahmenkonvention) ist ein internationales Umweltabkommen mit dem Ziel, eine gefährliche anthropogene Störung des Klimasystems zu verhindern und die globale Erwärmung zu verlangsamen sowie ihre Folgen zu mildern (Artikel 2). Gleichzeitig umfasst diese Bezeichnung auch das Sekretariat, das die Umsetzung der Konvention begleitet und seinen Sitz in Bonn hat. Die wichtigste Verpflichtung der Konvention ist, dass alle Vertragspartner regelmäßige Berichte, sogenannte Treibhausgasinventare, zu veröffentlichen haben, in denen Fakten zur aktuellen Treibhausgasemission und Trends enthalten sein müssen.
Die Klimarahmenkonvention wurde am 9. Mai 1992 in New York City verabschiedet und im selben Jahr auf der Konferenz der Vereinten Nationen über Umwelt und Entwicklung (UNCED) in Rio de Janeiro von 154 Staaten unterschrieben. Sie trat zwei Jahre darauf, am 21. März 1994, in Kraft. Am 12. August 1996 zog das Sekretariat der Klimarahmenkonvention nach Bonn ins Haus Carstanjen um. Seit Herbst 2013 ist es dort und im Bonner UN-Campus beheimatet.
Um eine gefährliche Störung des Klimasystems zu vermeiden, sollen die Treibhausgaskonzentrationen stabilisiert werden. Der Anstieg der Konzentrationen soll bis zu deren Stabilisierung so langsam erfolgen, dass „Ökosysteme [sich] auf natürliche Weise den Klimaänderungen anpassen können, die Nahrungsmittelerzeugung nicht bedroht wird und die wirtschaftliche Entwicklung auf nachhaltige Weise fortgeführt werden kann“.
Wichtigster Grundsatz ist der Klimaschutz, der jetzigen und künftigen Generationen dienen soll. Richtschnur des Klimaschutzes sollen die gemeinsame, aber unterschiedliche Verantwortlichkeit und die jeweiligen Fähigkeiten der Mitgliedsstaaten sein (→ Klimagerechtigkeit). Dementsprechend sollen die entwickelten Staaten eine Führungsrolle einnehmen. Die besonderen Bedürfnisse, Gegebenheiten und Lasten der Entwicklungsländer sollen bei den Maßnahmen „voll berücksichtigt werden“.

## Unterteilung der Vertragsstaaten
Die Pflichten und Rechte der Vertragsländer richten sich danach, ob und in welchem der Anhänge der Konvention sie aufgeführt sind:
- Annex I: Annex-I-Länder sind im Wesentlichen die damals entwickelten Staaten (OECD-Staaten) sowie die ehemals sozialistischen Staaten in Osteuropa („Länder im Übergang zur Marktwirtschaft“). Annex I-Länder haben sich zur Begrenzung von Treibhausgasemissionen und zum Schutz von Kohlenstoffsenken verpflichtet mit dem Ziel, Klimaänderungen zu begrenzen.[5]
  - Annex I und II: Zu diesen Staaten gehören nur die OECD-Staaten des Annex I. Die Länder im Übergang zur Marktwirtschaft zählen nicht dazu. Annex-II-Staaten haben sich zu besonderen Unterstützungsleistungen für Entwicklungsländer verpflichtet. Sie übernehmen die Kosten für das Berichtswesen und sollen den Zugang der Entwicklungsländer zu umweltverträglichen Technologien fördern.[6]
- Nicht-Annex I: Hierzu zählen alle übrigen Staaten. Dies sind vor allem die Länder, die damals als Entwicklungsländer galten. Einige Gruppen besonders verwundbarer Länder werden in der Konvention besonders berücksichtigt, zum Beispiel die am wenigsten entwickelten Länder, kleine Inselländer oder dürregefährdete Länder.[7]

## Jährliche Konferenzen
Die 198 Vertragspartner der Konvention treffen sich jährlich zu Konferenzen, den UN-Klimakonferenzen (auch „Weltklimagipfel“), auf denen um konkrete Maßnahmen zum Klimaschutz gerungen wird. Entscheidungen müssen im Konsens getroffen werden, jedes Mitglied kann Entscheidungen blockieren. Die bekanntesten Konferenzen fanden 1997 (COP 3, Kyoto), 2009 (COP 15, Kopenhagen) und 2015 (COP 21, Paris) statt.
Die Konferenz von Kyoto beschloss das Kyoto-Protokoll, das Industriestaaten zu quantitativen Treibhausgas-Minderungszielen verpflichtete und den Internationalen Emissionshandel sowie die projektbasierten Flexibilisierungsmechanismen Joint Implementation (JI) und den Mechanismus für umweltverträgliche Entwicklung (CDM) einführte. Die Kopenhagener Konferenz sollte zu einem Nachfolgeabkommen für das 2012 auslaufende Kyoto-Protokoll führen. Erreicht wurde jedoch lediglich die formale Kenntnisnahme des Copenhagen Accord, einer nicht rechtsverbindlichen Absichtserklärung zum Klimaschutz. Die Pariser Konferenz endete mit dem Abschluss des Pariser Übereinkommens, durch das erstmals alle Staaten verpflichtet werden, Minderungsziele zu definieren, umzusetzen und die Fortschritte einer Überprüfung zu stellen. Alle fünf Jahre sollen die Ziele mit dem Stand der Wissenschaft verglichen und angepasst werden.
Trotz jahrzehntelanger Bemühungen lassen sich bei einem Blick auf die Entwicklung der CO2-Emissionen im globalen Kontext nur sehr bedingt Erfolge erkennen.

## Generalsekretäre des Sekretariats
- 1991–2002: Michael Zammit Cutajar
- 2002–2005: Joke Waller-Hunter
- 2006–2010: Yvo de Boer
- 2010–2016: Christiana Figueres
- 2016–2022: Patricia Espinosa
- 2022–20??: Simon Stiell